# Lecanocarpus cauliflorus
Lecanocarpus cauliflorus är en amarantväxtart som först beskrevs av Heinrich Friedrich Link, och fick sitt nu gällande namn av Nees, T. Nees och Sinning. Lecanocarpus cauliflorus ingår i släktet Lecanocarpus och familjen amarantväxter. Inga underarter finns listade i Catalogue of Life.